# Richard Grenville, 2. vévoda z Buckinghamu a Chandosu
Richard Plantagenet Grenville, 2. vévoda z Buckinghamu a Chandosu (respektive Richard Plantagenet Temple-Nugent-Brydges-Chandos-Grenville) (Richard Plantagenet Temple-Nugent-Brydges-Chandos-Grenville, 2nd Duke of Buckingham and Chandos, 5th Earl Temple, 6th Viscount Cobham, 9th Lord Kinloss) (11. února 1797 Stowe House, Buckinghamshire, Anglie – 29. července 1861 Londýn) byl britský politik z významného rodu Grenvillů. Byl dlouholetým poslancem Dolní sněmovny za stranu toryů, jako peer byl krátce členem vlády. Patřil k nejbohatší britské šlechtě, ale kvůli obrovskému zadlužení musel v roce 1848 vyhlásit bankrot, v jehož důsledku rodina přišla o většinu pozemkového majetku i uměleckých sbírek.

## Mládí a politická kariéra
Narodil se v rodovém sídle Stowe House jako jediný syn 1. vévody z Buckinghamu a Chandosu, jeho druhé křestní jméno Plantagenet odkazuje na původ jeho matky Anne Brydges (1779–1836) v někdejší královské rodině. Jako dědic svého otce užíval postupně se vzestupem rodové hierarchie několik jmen, od narození byl označován jako vikomt Cobham, od roku 1813 užíval titul hraběte Temple a jako dědic vévody nakonec vystupoval pod jménem markýze z Chandosu (1822–1839). Starobylý titul lorda Kinlosse spojený se skotským peerstvím zdědil po matce v roce 1836. Studoval v Oxfordu a v letech 1818–1839 byl za stranu toryů poslancem Dolní sněmovny za hrabství Buckinghamshire, v parlamentních debatách proslul obhajobou tzv. obilních zákonů.
Po otci zdědil v roce 1839 titul vévody z Buckinghamu a přešel do Sněmovny lordů, zároveň zastával řadu čestných hodností v hrabství Buckinghamshire, kde se nacházely hlavní rodové statky. Do vlády Roberta Peela byl přizván ve funkci lorda strážce tajné pečeti (1841–1842), zároveň se stal členem Tajné rady (1842). Pro nesouhlas s vládní politikou kabinet opustil po necelém půlroce v únoru 1842, téhož roku ale obdržel Podvazkový řád.

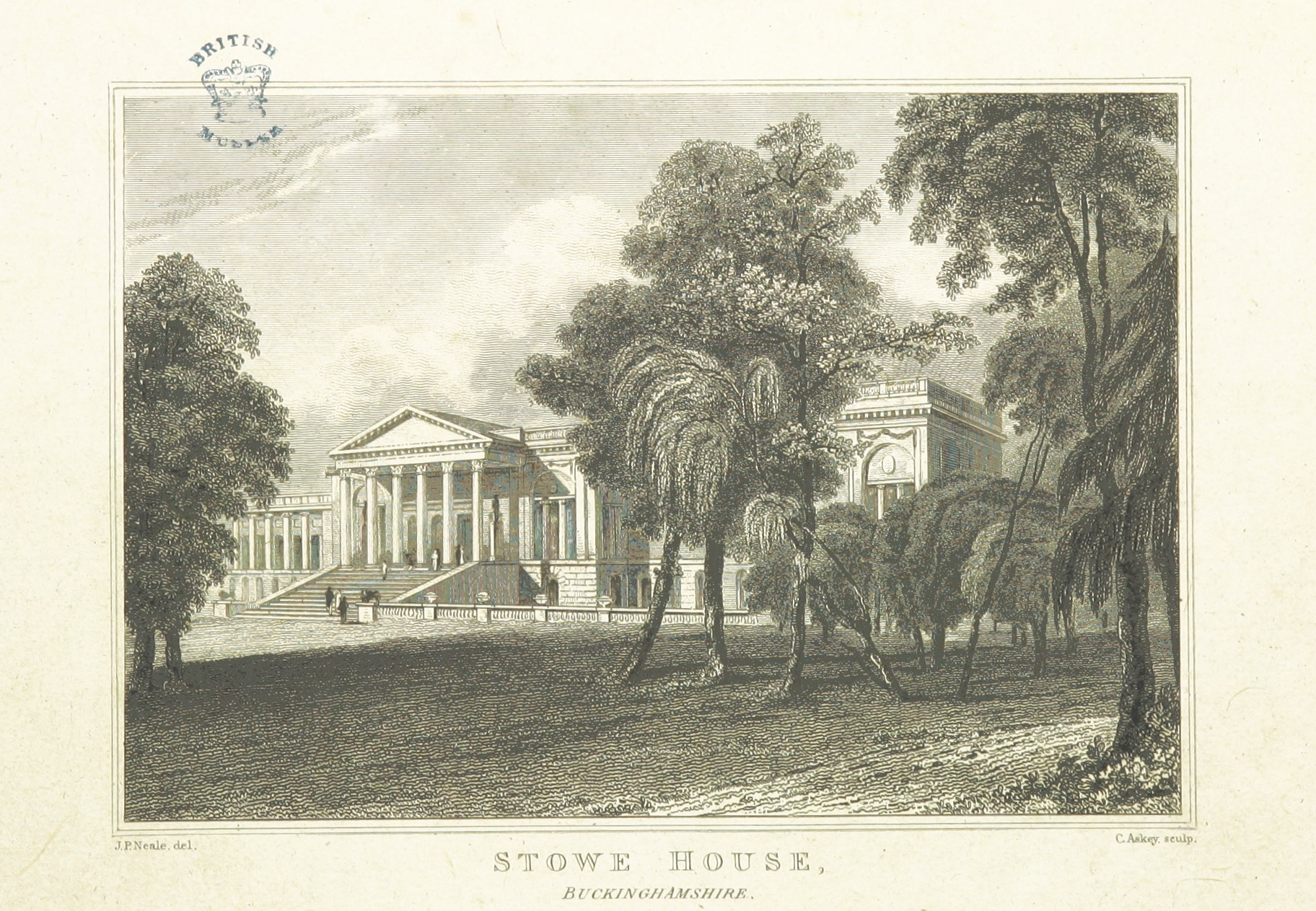
Zámek Stowe House, hlavní rodové sídlo v hrabství Buckinghamshire

## Rodinný bankrot
Snažil se rozšiřovat rodový majetek, nové statky ovšem nakupoval na dluh, zároveň se nevzdával nákladného stylu života, finančně náročná byla i údržba několika honosných rodových sídel. Proslul také svým vysokým sociálním cítěním a působením v charitě, takže na venkově byl velmi oblíben. Díky všem těmto faktorům ale jeho zadlužení přesáhlo výši půldruhého miliónu liber a v roce 1847 před věřiteli uprchl na kontinent. V roce 1848 přišla značná část rodového majetku do aukce, prodáno bylo jedno z rodových sídel Avington Park (Hampshire), na úhradu dluhů padly rozsáhlé pozemky v sedmi anglických hrabstvích a v Irsku. Vydražena byla i část hodnotných uměleckých sbírek (některá umělecká díla dnes vlastní muzea v USA), mimo jiné bylo v aukční síni prodáno i přes 20 000 lahví vína ze sklepů zámku Stowe House. Po návratu do Anglie žil v ústraní, ale v padesátých letech 19. století využil bohatý rodinný archiv a tiskem vydal četné dokumenty důležité pro anglické dějiny 18. století.

## Rodina
V roce 1819 se oženil se skotskou šlechtičnou Mary Campbell (1795–1862), dcerou 1. markýze z Breadalbane, která se s ním rozvedla v roce 1850 po vyhlášení rodinného bankrotu. Měli spolu dvě děti, syn Richard (1823–1889) byl třetím a posledním vévodou z Buckinghamu a Chandosu. Dcera Anne (1825–1879) se provdala za Williama Gore-Langtona a jejich potomstvo poté převzalo část šlechtické titulatury rodu Grenvillů.